# Balneario Buenos Aires
Balneario Buenos Aires ist eine Ortschaft in Uruguay.

## Geographie
Sie befindet sich auf dem Gebiet des Departamento Maldonado in dessen Sektor 6. Balneario Buenos Aires liegt an der Atlantikküste einige Kilometer nordöstlich von Punta del Este. Unmittelbarer Nachbarort ist das westlich anschließende Manantiales. Im Osten grenzt San Vicente an. Zudem ist dort in rund zwei Kilometern Entfernung Edén Rock gelegen.

## Infrastruktur
Balneario Buenos Aires liegt an der Ruta 10.

## Einwohner
Balneario Buenos Aires hatte bei der Volkszählung 2011 1.551 Einwohner, davon 758 männliche und 793 weibliche.
| Jahr | Einwohner |
| ---- | --------- |
| 1963 | 8         |
| 1975 | 8         |
| 1985 | 26        |
| 1996 | 190       |
| 2004 | 509       |
| 2011 | 1.551     |

Quelle: Instituto Nacional de Estadística de Uruguay